# Paesi Bassi ai XXIV Giochi olimpici invernali
I Paesi Bassi hanno partecipato ai XXIV Giochi olimpici invernali che si sono svolti a Pechino, Cina, dal 4 al 20 febbraio 2022. La delegazione era composta da 41 atleti, 21 uomini e 20 donne.

## Medaglie
| Riepilogo quotidiano | Riepilogo quotidiano | Riepilogo quotidiano | Riepilogo quotidiano | Riepilogo quotidiano | Riepilogo quotidiano |
| Giorno               | Data                 |                      |                      |                      | Totale               |
| -------------------- | -------------------- | -------------------- | -------------------- | -------------------- | -------------------- |
| 1º                   | 5                    | 1                    | 0                    | 0                    | 1                    |
| 2º                   | 6                    | 0                    | 1                    | 0                    | 1                    |
| 3º                   | 7                    | 1                    | 1                    | 1                    | 3                    |
| 4º                   | 8                    | 1                    | 1                    | 0                    | 2                    |
| 5º                   | 9                    | 0                    | 0                    | 0                    | 0                    |
| 6º                   | 10                   | 1                    | 0                    | 0                    | 1                    |
| 7º                   | 11                   | 1                    | 1                    | 0                    | 2                    |
| 8º                   | 12                   | 0                    | 0                    | 1                    | 1                    |
| 9º                   | 13                   | 1                    | 0                    | 0                    | 1                    |
| 10º                  | 14                   | 0                    | 0                    | 0                    | 0                    |
| 11º                  | 15                   | 0                    | 0                    | 1                    | 1                    |
| 12º                  | 16                   | 0                    | 0                    | 1                    | 1                    |
| 13º                  | 17                   | 0                    | 1                    | 0                    | 1                    |
| 14º                  | 18                   | 1                    | 0                    | 0                    | 1                    |
| 15º                  | 19                   | 1                    | 0                    | 0                    | 1                    |
| 16º                  | 20                   | 0                    | 0                    | 0                    | 0                    |
| Totale               | Totale               | 8                    | 5                    | 4                    | 17                   |

### Medagliere per disciplina
| Sport                   | Oro | Argento | Bronzo | Totale |
| ----------------------- | --- | ------- | ------ | ------ |
| Pattinaggio di velocità | 6   | 4       | 2      | 12     |
| Short track             | 2   | 1       | 1      | 4      |
| Skeleton                | 0   | 0       | 1      | 1      |
| Totale                  | 8   | 5       | 4      | 17     |

### Medaglie d'oro
| Medaglia | Nome                                                              | Sport                   | Evento                     |
| -------- | ----------------------------------------------------------------- | ----------------------- | -------------------------- |
| Oro      | Irene Schouten                                                    | Pattinaggio di velocità | 3000 m femminile           |
| Oro      | Ireen Wüst                                                        | Pattinaggio di velocità | 1500 m femminile           |
| Oro      | Kjeld Nuis                                                        | Pattinaggio di velocità | 1500 m maschile            |
| Oro      | Irene Schouten                                                    | Pattinaggio di velocità | 5000 m femminile           |
| Oro      | Suzanne Schulting                                                 | Short track             | 1000 m femminile           |
| Oro      | Suzanne Schulting Selma Poutsma Xandra Velzeboer Yara van Kerkhof | Short track             | 3000 m staffetta femminile |
| Oro      | Thomas Krol                                                       | Pattinaggio di velocità | 1000 m maschile            |
| Oro      | Irene Schouten                                                    | Pattinaggio di velocità | Mass start femminile       |

### Medaglie d'argento
| Medaglia | Nome              | Sport                   | Evento           |
| -------- | ----------------- | ----------------------- | ---------------- |
| Argento  | Patrick Roest     | Pattinaggio di velocità | 5000 m maschile  |
| Argento  | Suzanne Schulting | Short track             | 500 m femminile  |
| Argento  | Thomas Krol       | Pattinaggio di velocità | 1500 m maschile  |
| Argento  | Patrick Roest     | Pattinaggio di velocità | 10000 m maschile |
| Argento  | Jutta Leerdam     | Pattinaggio di velocità | 1000 m femminile |

### Medaglie di bronzo
| Medaglia | Nome                                                            | Sport                   | Evento                           |
| -------- | --------------------------------------------------------------- | ----------------------- | -------------------------------- |
| Bronzo   | Antoinette de Jong                                              | Pattinaggio di velocità | 1500 m femminile                 |
| Bronzo   | Kimberley Bos                                                   | Skeleton                | Singolo femminile                |
| Bronzo   | Antoinette de Jong Marijke Groenewoud Irene Schouten Ireen Wüst | Pattinaggio di velocità | Inseguimento a squadre femminile |
| Bronzo   | Suzanne Schulting                                               | Short track             | 1500 m femminile                 |

## Delegazione
| Sport                   | Uomini | Donne | Totale |
| ----------------------- | ------ | ----- | ------ |
| Bob                     | 4      | 1     | 5      |
| Pattinaggio di figura   | 0      | 1     | 1      |
| Pattinaggio di velocità | 9      | 9     | 18     |
| Sci alpino              | 1      | 1     | 2      |
| Short track             | 5      | 5     | 10     |
| Skeleton                | 0      | 1     | 1      |
| Snowboard               | 2      | 2     | 4      |
| Totale                  | 21     | 20    | 41     |

## Bob
| Atleta                                                  | Evento                 | 1ª manche | 1ª manche | 2ª manche | 2ª manche | 3ª manche | 3ª manche | 4ª manche       | 4ª manche       | Totale  | Totale    |
| Atleta                                                  | Evento                 | Tempo     | Posizione | Tempo     | Posizione | Tempo     | Posizione | Tempo           | Posizione       | Tempo   | Posizione |
| ------------------------------------------------------- | ---------------------- | --------- | --------- | --------- | --------- | --------- | --------- | --------------- | --------------- | ------- | --------- |
| Ivo de Bruin Jelen Franjic                              | Bob a due maschile     | 1'00"46   | 27ª       | 1'00"36   | 18ª       | 1'00"35   | 20ª       | Non qualificati | Non qualificati | 3'01"17 | 23ª       |
| Ivo de Bruin Janko Franjic Jelen Franjic Dennis Veenker | Bob a quattro maschile | 59"85     | 26ª       | 1'00"07   | 24ª       | 1'00"08   | 27ª       | Non qualificati | Non qualificati | 3'00"00 | 26ª       |
| Karlien Sleper                                          | Monobob femminile      | 1'05"88   | 16ª       | 1'06"59   | 16ª       | 1'05"85   | 11ª       | 1'06"65         | 18ª             | 4'24"97 | 16ª       |

## Pattinaggio di figura
| Atleta              | Evento            | Programma corto | Programma corto | Programma libero | Programma libero | Totale | Totale    |
| Atleta              | Evento            | Punti           | Posizione       | Punti            | Posizione        | Punti  | Posizione |
| ------------------- | ----------------- | --------------- | --------------- | ---------------- | ---------------- | ------ | --------- |
| Lindsay van Zundert | Singolo femminile | 59,24           | 22ª Q           | 116,57           | 16ª              | 175,81 | 18ª       |

## Pattinaggio di velocità
| Atleta              | Evento           | Tempo    | Posizione |
| ------------------- | ---------------- | -------- | --------- |
| Thomas Krol         | 500 m maschile   | 35"06    | 18º       |
| Merijn Scheperkamp  | 500 m maschile   | 34"736   | 12º       |
| Kai Verbij          | 500 m maschile   | 34"87    | 14º       |
| Michelle de Jong    | 500 m femminile  | 37"97    | 13ª       |
| Femke Kok           | 500 m femminile  | 37"39    | 6ª        |
| Jutta Leerdam       | 500 m femminile  | 37"34    | 5ª        |
| Thomas Krol         | 1000 m maschile  | 1'07"92  |           |
| Hein Otterspeer     | 1000 m maschile  | 1'08"80  | 10º       |
| Kai Verbij          | 1000 m maschile  | 1'14"17  | 30º       |
| Antoinette de Jong  | 1000 m femminile | 1'14"92  | 5ª        |
| Jutta Leerdam       | 1000 m femminile | 1'13"83  |           |
| Ireen Wüst          | 1000 m femminile | 1'15"11  | 6ª        |
| Marcel Bosker       | 1500 m maschile  | 1'45"42  | 9º        |
| Thomas Krol         | 1500 m maschile  | 1'43"55  |           |
| Kjeld Nuis          | 1500 m maschile  | 1'43"21  |           |
| Marijke Groenewoud  | 1500 m femminile | 1'54"97  | 5ª        |
| Antoinette de Jong  | 1500 m femminile | 1'54"82  |           |
| Ireen Wüst          | 1500 m femminile | 1'53"28  |           |
| Carlijn Achtereekte | 3000 m femminile | 4'02"21  | 7ª        |
| Antoinette de Jong  | 3000 m femminile | 4'02"37  | 8ª        |
| Irene Schouten      | 3000 m femminile | 3'56"93  |           |
| Jorrit Bergsma      | 5000 m maschile  | 6'13"18  | 5º        |
| Sven Kramer         | 5000 m maschile  | 6'17"04  | 9º        |
| Patrick Roest       | 5000 m maschile  | 6'09"31  |           |
| Sanne in 't Hof     | 5000 m femminile | 6'59"77  | 7ª        |
| Irene Schouten      | 5000 m femminile | 6'43"51  |           |
| Jorrit Bergsma      | 10000 m maschile | 12'48"94 | 4º        |
| Patrick Roest       | 10000 m maschile | 12'44"59 |           |

Mass start
| Atleta             | Evento               | Semifinale | Semifinale | Semifinale | Finale | Finale  | Finale    |
| Atleta             | Evento               | Punti      | Tempo      | Posizione  | Punti  | Tempo   | Posizione |
| ------------------ | -------------------- | ---------- | ---------- | ---------- | ------ | ------- | --------- |
| Jorrit Bergsma     | Mass start maschile  | 3          | 7'44"42    | 8º Q       | 3      | 7'50"25 | 9º        |
| Sven Kramer        | Mass start maschile  | 3          | 7'58"22    | 7º Q       | 0      | 7'13"37 | 16º       |
| Irene Schouten     | Mass start femminile | 13         | 8'34"43    | 4ª Q       | 60     | 8'14"73 |           |
| Marijke Groenewoud | Mass start femminile | 9          | 8'30"92    | 5ª Q       | 1      | 9'12"86 | 11ª       |

Inseguimento a squadre
| Atleta                                       | Evento                           | Quarti di finale | Quarti di finale | Semifinale         | Semifinale | Finale                                | Finale    |
| Atleta                                       | Evento                           | Tempo            | Posizione        | Avversario Tempo   | Posizione  | Avversario Tempo                      | Posizione |
| -------------------------------------------- | -------------------------------- | ---------------- | ---------------- | ------------------ | ---------- | ------------------------------------- | --------- |
| Marcel Bosker Sven Kramer Patrick Roest      | Inseguimento a squadre maschile  | 3'38"90          | 4ª Q             | Norvegia P 3'39"62 | 2ª QB      | Finale 3º posto Stati Uniti P 3'41"62 | 4ª        |
| Antoinette de Jong Irene Schouten Ireen Wüst | Inseguimento a squadre femminile | 2'57"26          | 3ª Q             | Canada P 2'55"93   | 2ª QB      | Finale 3º posto ROC V 2'56"86         |           |

## Sci alpino
| Atleta            | Evento                   | 1ª manche | 1ª manche | 2ª manche       | 2ª manche       | Totale          | Totale          |
| Atleta            | Evento                   | Tempo     | Posizione | Tempo           | Posizione       | Tempo           | Posizione       |
| ----------------- | ------------------------ | --------- | --------- | --------------- | --------------- | --------------- | --------------- |
| Maarten Meiners   | Slalom gigante maschile  | 1'06"03   | 22º       | 1'09"45         | 20º             | 2'15"48         | 18º             |
| Adriana Jelínková | Slalom gigante femminile | DNF       | DNF       | Non qualificata | Non qualificata | Non qualificata | Non qualificata |

## Short track
Uomini
| Atleta                                                  | Evento           | Batterie | Batterie  | Quarti          | Quarti          | Semifinale      | Semifinale      | Finale / Finale B | Finale / Finale B |
| Atleta                                                  | Evento           | Tempo    | Posizione | Tempo           | Posizione       | Tempo           | Posizione       | Tempo             | Posizione         |
| ------------------------------------------------------- | ---------------- | -------- | --------- | --------------- | --------------- | --------------- | --------------- | ----------------- | ----------------- |
| Itzhak de Laat                                          | 500 m            | DNF      | DNF       | Non qualificato | Non qualificato | Non qualificato | Non qualificato | Non qualificato   | Non qualificato   |
| Jens van 't Wout                                        | 500 m            | DSQ      | DSQ       | Non qualificato | Non qualificato | Non qualificato | Non qualificato | Non qualificato   | Non qualificato   |
| Dylan Hoogerwerf                                        | 500 m            | 44"857   | 3º        | Non qualificato | Non qualificato | Non qualificato | Non qualificato | Non qualificato   | Non qualificato   |
| Itzhak de Laat                                          | 1000 m           | 1'24"332 | 3º ADV    | 1'42"490        | 3º ADV          | 1'24"229        | 4º QB           | 1'35"925          | 5º                |
| Sjinkie Knegt                                           | 1000 m           | 1'23"097 | 2º Q      | YC              | YC              | Non qualificato | Non qualificato | Non qualificato   | Non qualificato   |
| Jens van 't Wout                                        | 1000 m           | 1'23"946 | 3º        | Non qualificato | Non qualificato | Non qualificato | Non qualificato | Non qualificato   | Non qualificato   |
| Sjinkie Knegt                                           | 1500 m           | N.D.     | N.D.      | 2'12"208        | 1º Q            | DSQ             | DSQ             | Non qualificato   | Non qualificato   |
| Sven Roes                                               | 1500 m           | N.D.     | N.D.      | 2'18"687        | 2º Q            | 2'10"841        | 4º QB           | 2'18"299          | 14º               |
| Itzhak de Laat                                          | 1500 m           | N.D.     | N.D.      | 3'08"907        | 5º              | Non qualificato | Non qualificato | Non qualificato   | Non qualificato   |
| Itzhak de Laat Sjinkie Knegt Sven Roes Jens van 't Wout | 5000 m staffetta | N.D.     | N.D.      | N.D.            | N.D.            | 6'37"927        | 3ª QB           | 6'39"780          | 7ª                |

Donne
| Atleta                                                            | Evento           | Batterie | Batterie  | Quarti   | Quarti    | Semifinale      | Semifinale      | Finale / Finale B | Finale / Finale B |
| Atleta                                                            | Evento           | Tempo    | Posizione | Tempo    | Posizione | Tempo           | Posizione       | Tempo             | Posizione         |
| ----------------------------------------------------------------- | ---------------- | -------- | --------- | -------- | --------- | --------------- | --------------- | ----------------- | ----------------- |
| Selma Poutsma                                                     | 500 m            | 43"472   | 1ª Q      | 1'07"285 | 4ª        | Non qualificata | Non qualificata | Non qualificata   | Non qualificata   |
| Suzanne Schulting                                                 | 500 m            | 42"379   | 1ª Q      | 42"922   | 1ª Q      | 42"475          | 1ª Q            | 42"559            |                   |
| Xandra Velzeboer                                                  | 500 m            | 42"563   | 1ª Q      | DSQ      | DSQ       | Non qualificata | Non qualificata | Non qualificata   | Non qualificata   |
| Selma Poutsma                                                     | 1000 m           | 1'28"115 | 2ª Q      | 1'29"09  | 3ª        | Non qualificata | Non qualificata | Non qualificata   | Non qualificata   |
| Suzanne Schulting                                                 | 1000 m           | 1'27"292 | 1ª Q      | 1'26"514 | 1ª Q      | 1'28"10         | 1ª Q            | 1'28"391          |                   |
| Xandra Velzeboer                                                  | 1000 m           | 1'30"454 | 2ª Q      | 1'26"592 | 2ª Q      | 1'27"80         | 5ª QB           | 1'29"668          | 5ª                |
| Rianne de Vries                                                   | 1500 m           | N.D.     | N.D.      | 2'22"244 | 4ª        | Non qualificata | Non qualificata | Non qualificata   | Non qualificata   |
| Suzanne Schulting                                                 | 1500 m           | N.D.     | N.D.      | 2'18"810 | 1ª Q      | 2'18"942        | 1ª Q            | 2'17"865          |                   |
| Xandra Velzeboer                                                  | 1500 m           | N.D.     | N.D.      | 2'21"148 | 2ª Q      | 2'18"303        | 3ª Q            | 2'18"781          | 5ª                |
| Selma Poutsma Suzanne Schulting Yara van Kerkhof Xandra Velzeboer | 3000 m staffetta | N.D.     | N.D.      | N.D.     | N.D.      | 4'04"133        | 1ª Q            | 4'04"133          |                   |

Misto
| Atleta                                                                                         | Evento           | Quarti   | Quarti    | Semifinale | Semifinale | Finale / Finale B | Finale / Finale B |
| Atleta                                                                                         | Evento           | Tempo    | Posizione | Tempo      | Posizione  | Tempo             | Posizione         |
| ---------------------------------------------------------------------------------------------- | ---------------- | -------- | --------- | ---------- | ---------- | ----------------- | ----------------- |
| Suzanne Schulting Xandra Velzeboer Selma Poutsma Itzhak de Laat Sjinkie Knegt Jens van 't Wout | 2000 m staffetta | 2'36"437 | 1ª Q      | 2'51"919   | 4ª QB      | 2'36"966          | 4ª                |

## Skeleton
| Atleta        | Evento            | 1ª manche | 1ª manche | 2ª manche | 2ª manche | 3ª manche | 3ª manche | 4ª manche | 4ª manche | Totale  | Totale    |
| Atleta        | Evento            | Tempo     | Posizione | Tempo     | Posizione | Tempo     | Posizione | Tempo     | Posizione | Tempo   | Posizione |
| ------------- | ----------------- | --------- | --------- | --------- | --------- | --------- | --------- | --------- | --------- | ------- | --------- |
| Kimberley Bos | Singolo femminile | 1'02"51   | 10ª       | 1'02"22   | 2ª        | 1'01"86   | 4ª        | 1'01"87   | 2ª        | 4'08"46 |           |

## Snowboard
Freestyle
| Atleta              | Evento               | Qualificazione | Qualificazione | Qualificazione | Qualificazione | Qualificazione | Finale          | Finale          | Finale          | Finale          | Finale          |
| Atleta              | Evento               | Run 1          | Run 2          | Run 3          | Migliore       | Posizione      | Run 1           | Run 2           | Run 3           | Migliore        | Posizione       |
| ------------------- | -------------------- | -------------- | -------------- | -------------- | -------------- | -------------- | --------------- | --------------- | --------------- | --------------- | --------------- |
| Niek van der Velden | Big air maschile     | 79,00          | 60,00          | 63,75          | 142,75         | 11º Q          | 83,75           | 78,25           | 26,75           | 162,00          | 6º              |
| Niek van der Velden | Slopestyle maschile  | 26,51          | 46,03          | N.D.           | 46,03          | 22º            | Non qualificato | Non qualificato | Non qualificato | Non qualificato | Non qualificato |
| Melissa Peperkamp   | Big air femminile    | 60,00          | 68,25          | 58,00          | 128,25         | 11ª Q          | 64,25           | 72,00           | 69,75           | 141,75          | 6ª              |
| Melissa Peperkamp   | Slopestyle femminile | 61,26          | 60,18          | N.D.           | 61,26          | 13ª            | Non qualificata | Non qualificata | Non qualificata | Non qualificata | Non qualificata |

Parallelo
| Atleta          | Evento                             | Qualificazione | Qualificazione | Ottavi               | Quarti               | Semifinale           | Finale / FB          | Finale / FB |
| Atleta          | Evento                             | Tempo          | Posizione      | Avversario Risultato | Avversario Risultato | Avversario Risultato | Avversario Risultato | Posizione   |
| --------------- | ---------------------------------- | -------------- | -------------- | -------------------- | -------------------- | -------------------- | -------------------- | ----------- |
| Michelle Dekker | Slalom gigante parallelo femminile | 1'28"73        | 13ª Q          | Nadyršina V -0"03    | Dujmovits V -4"29    | Ledecká P DNF        | Kotnik P DNF         | 4ª          |

Cross
| Atleta         | Evento                   | Posizionamento | Posizionamento | Ottavi    | Quarti          | Semifinale      | Finale          | Finale |
| Atleta         | Evento                   | Tempo          | Posizione      | Posizione | Posizione       | Posizione       | Posizione       | Totale |
| -------------- | ------------------------ | -------------- | -------------- | --------- | --------------- | --------------- | --------------- | ------ |
| Glenn de Blois | Snowboard cross maschile | 1'19"69        | 27º            | 4º        | Non qualificato | Non qualificato | Non qualificato | 28º    |